# Micromeryx
Micromeryx — вимерлий рід кабарги, який жив в епоху міоцену (≈ 16–8 мільйонів років тому). Викопні останки були знайдені в Європі та Азії. Найдавніша згадка (MN4) про рід походить з палеонтологічної стоянки Сібніца 4 біля Рековаца в Сербії.

## Характеристика
Ця тварина була дуже схожа на сучасного кабаргу (Moschus moschiferus) Східної Азії. Однак Micromeryx (його назва означає «крихітна жуйна тварина») був набагато меншим: він досягав, можливо, 5 кілограмів. Зуби були дуже схожі на зуби сучасних Cephalophus, але більш примітивні. Як і у сучасних кабаргових, самці цих тварин були оснащені довгими верхніми іклами, що виступали з рота, коли він був закритий. Тіло було струнким і коротким, а ноги надзвичайно подовженими.

## Систематика

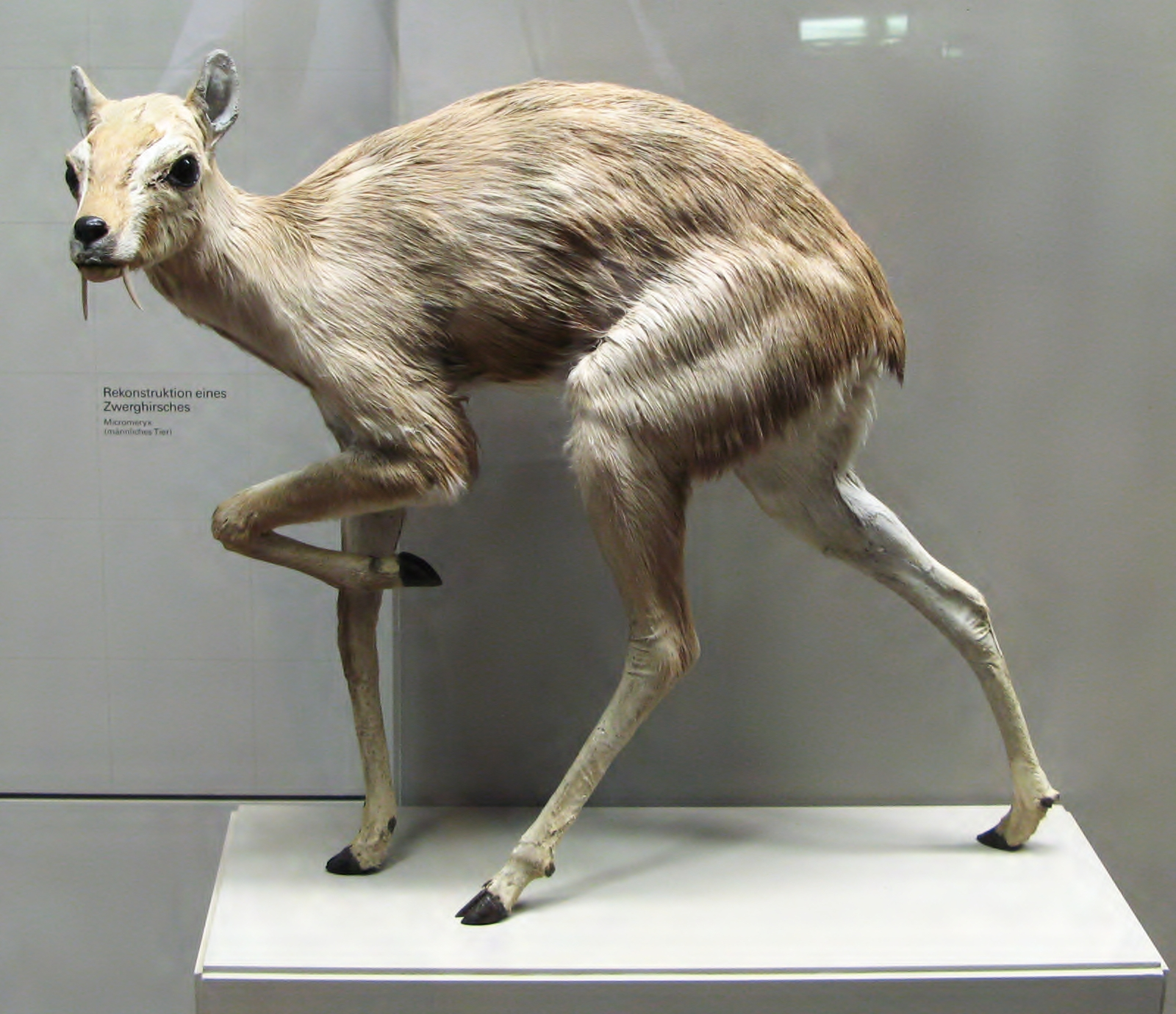
Реконструкція зовнішності

Micromeryx був примітивним представником кабаргових, групи примітивних жуйних, споріднених оленям і великій рогатій худобі. Вони мали значне поширення протягом міоцену та пліоцену, а зараз представлені кількома видами, такими як вищезгаданий Moschus moschiferus. Micromeryx, ймовірно, походить із Західної Азії, а потім поширився до Європи та Східної Азії. Багато скам'янілостей цієї тварини були знайдені у великій географічній зоні від Анатолії (Туреччина) до Іспанії та Китаю. Дещо схожою твариною був Hispanomeryx, який жив приблизно в тій же місцевості, але вимер у середньому міоцені.

## Палеоекологія
Зуби Micromeryx вказують на те, що ця тварина харчувалася низькою м'якою рослинністю лісів; Micromeryx, ймовірно, також харчувався фруктами, личинками та іноді навіть падлом.